# Smoleane (Mariivka), Zaporijjea
Smoleane (în ucraineană Смоляне, în germană Schöneberg) este un sat în comuna Mariivka din raionul Zaporijjea, regiunea Zaporijjea, Ucraina. Satul a fost locuit de germanii pontici.   

## Demografie
Componența lingvistică a localității Smoleane
     Ucraineană (86,18%)
     Rusă (11,84%)
     Armeană (1,32%)
     Alte limbi (0,66%)
Conform recensământului din 2001, majoritatea populației localității Smoleane era vorbitoare de ucraineană (86,18%), existând în minoritate și vorbitori de rusă (11,84%) și armeană (1,32%).